# Histoire de la monnaie en Galice

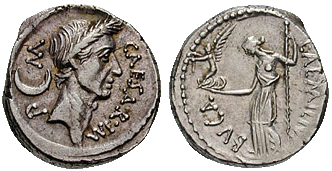
Les monnaies comme ce denier à l'effigie de Jules César étaient du butin de guerre pour les habitants du nord-ouest de la péninsule ibérique avant l'arrivée des romains.

Avant l’arrivée des romains, les peuples qui occupaient le territoire de l’actuelle Galice (communauté autonome d’Espagne) ne connaissaient pas la monnaie, leurs échanges commerciaux étaient basés sur le troc. Strabon parle de l’usage dans cette zone de petites plaques d’argent pour les échanges, mais l’archéologie n’a pas relevé cette utilisation. Les premières monnaies mises au jour par l’archéologie dans les castros de Galice sont ibères et romaines et sont le fruit de butins à la suite des incursions guerrières des IIe et Ier siècles avant Jésus-Christ

## La monnaie dans la Galice romaine
On ne sait pas de façon certaine à quel moment les habitants de la Gallaecia ont adopté la monnaie comme base de leur système commercial. Dans un premier temps ce sont les Romains et les secteurs de l’économie liés à leur présence, telle l’activité des mines et les nouvelles routes commerciales par voie de terre, qui l’ont utilisée. Au IIIe siècle après Jésus-Christ l’usage de la monnaie était généralisé sur tout le territoire, sauf dans certaines zones de l’intérieur.

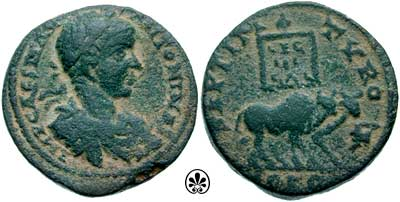
Les as, pièces qui ont le plus circulé en Galice durant l'empire romain.

En 25 av. J.-C., du fait des guerres cantabres,  pour la première fois on battait monnaie en Galice pour payer l’armée romaine venue jusqu’en Galice, et dans une moindre mesure pour un usage commercial.  Les pièces frappées étaient des deniers, quinaires, sesterces, dupondius et surtout des as, à l'effigie d'Auguste, certainement dans un atelier de fabrication itinérant installé à Lucus Augusti sur ordre de Titus Publius Carisius (it), légat de la Lusitanie .
La plus grande partie de la monnaie qui circulait en Galice durant l’époque romaine était en bronze et en cuivre et frappée hors de la Galice. Au début, et sous Tibère les pièces hispano-latines provenaient des ateliers de fabrication entre autres de  Cascantun, Calagurris, Bilbilis, Turiaso, Clunia, Caesaraugusta, Celsa et des ateliers des vallées de l'Ebre et du Douro. Au Ier siècle apparaissent aussi des deniers en argent et quelques aureus de Néron. Les pièces frappées au IIe siècle sont moins représentées, sans que l'on sache en donner la raison, toutefois c'est de cette époque que datent les premiers « trésors », tel l'ensemble des  deniers en argent de Monteseiro (A Fonsagrada - province de Lugo). Que ce soit pour des raisons d'insécurité, d'inflation ou de dévaluation, ou simple goût de collectionneurs, à partir du IIe siècle les trésors deviennent fréquents. La plupart des trésors conservés appartiennent à l'époque tardive de la Gallaecia et sont, en général, attribués à l'insécurité liée à la crise économique et politique de l'époque .
L'introduction de la monnaie par les Romains en Galice est considérée comme l'un des éléments de l'intégration de cette région à l'empire romain.

## La monnaie dans laGalice suève
Les Suèves connaissaient déjà la monnaie avant leur arrivée en Galice. Ils ont commencé à battre monnaie suivant le système monétaire de Constantin et avec l’effigie de l’empereur Honorio, même après sa mort. Requiario a été le premier roi germanique à battre monnaie à son propre nom  (IUSSU RECHIARI REGIS). La quantité de monnaie émise  par les suèves est particulièrement abondante par  rapport à la population de l'époque, à telle enseigne que cette monnaie circulera jusqu'au haut Moyen Âge. 

## La monnaie au Moyen Âge
Avec l’intégration de la Gallaecia au royaume wisigoth, la monnaie wisigothique est introduite et quelques ateliers de fabrication vont battre monnaie, mais produisent peu, car la monnaie suève continuera à être utilisée très longtemps, jusqu’à des époques aussi tardives que le Xe siècle.

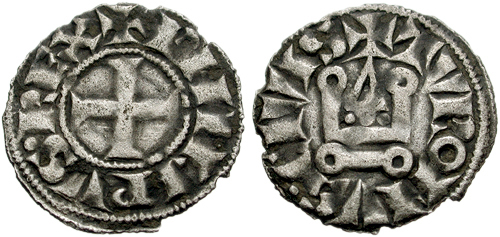
Les deniers tournois de Philippe-Auguste (1180-1223), circulaient sur les terres de Saint-Jacques-de-Compostelle comme si elles fussent des monnaies locales.

Après la disparition du royaume wisigoth, la circulation de la monnaie a considérablement diminuée en Galice. Les monnaies suève et wisighotique continuent à circuler, ainsi qu'un peu de monnaie arabe. La pratique du troc reprend pour l'échange de produits, car les royaumes chrétiens ne battent pas monnaie en Galice et cela jusqu'au XIe siècle. Toutefois, à Saint-Jacques-de-Compostelle, et dans une moindre mesure, dans d'autres localités sur le chemin de Saint-Jacques, circulaient un bon nombre de monnaies provenant de toute l'Europe, et apportées par les pèlerins. Parmi ces dernières, le denier avait une telle acceptation qu'à Saint-Jacques-de-Compostelle et sur tout le territoire de la comarque, il n'a pas été nécessaire pendant une longue période de passer par l'intermédiaire du change. 
Alphonse VI a commencé à émettre des pièces en billon après la conquête de Tolède et Ferdinand II a institué le maravédis d'or. Cette pièce n'était pas frappée hors de la capitale du royaume, contrairement à celle qui lui a succédé, le doublon sous le règne d'Alphonse VIII, qui fut aussi frappée à La Corogne, un des principaux ateliers de monnaie du bas Moyen Âge et de l'époque moderne. Pierre Ier a introduit l'argent dans le système monétaire, le réal, qui était aussi frappé à La Corogne. La monnaie en billon, qui portait plusieurs noms et était de grand usage en Galice à la fin du Moyen Âge, était aussi frappée à Saint-Jacques-de-Compostelle, Lugo, La Corogne, Milmanda (près de Celanova), Tui et Ourense. De plus il est quasiment certain qu'il circulait des pièces de monnaie fabriquées dans  des matériaux inhabituels, tel est le cas des monnaies en cuir, monnaies de valeur infime certainement battues au cours de campagnes militaires, mais desquelles on ne conserve aucun exemplaire.
Entre 1367 et 1371, on a battu monnaie à La Corogne au nom du roi portugais Ferdinand Ier, venu en Galice et couronné dans cette ville, ville qui lui fut fidèle pendant quelques années. Bien que dans le reste de la Galice les rois castillans arrivaient  à rétablir leur pouvoir, après la conquête, la monnaie émise par le prétendant, qui était du même type que la portugaise, fut démonétisée, et malgré cela cette monnaie a continué à circuler durant quelques années. 

## L’époque moderne
De la réforme monétaire des rois catholiques (1475) l'excellent est resté comme unité monétaire d'or, en plus  des réals, d'argent, et des maravédis, de cuivre. En 1537 on a créé une nouvelle unité monétaire, l'écu, la monnaie en or. Malgré tout, les monnaies qui seront le plus battues dans les ateliers de fabrication de Galice ce seront les maravédis en cuivre.
En 1848 Isabelle II établi pour la première fois en Espagne un système monétaire à caractère décimal, basé sur le réal de billon divisé en 100 centimes. En Galice il a été émis à Xubia et à La Corogne. Avec l'introduction de la peseta en 1868 la frappe de monnaie a disparu en Galice et à partir de ce moment-là l'histoire de la monnaie en Galice ne se distingue plus de celle de l'Espagne.

## Les ateliers de fabrication
- Ceca de Lucus Augusti, atelier itinérant de l'empire romain, basé certainement à Lucus Augusti, aujourd'hui Lugo.

- Ceca de Santiago de Compostela,

- Real Casa da Moeda da Coruña,

- Real Casa da Moeda de Xubia,